# 長谷川亘
長谷川 亘（はせがわ わたる）は日本の学校経営者。京都情報大学院大学創立者。京都コンピュータ学院・京都自動車専門学校・京都情報大学院大学総長。京都情報大学院大学教授。

## 略歴
- 京都コンピュータ学院白河校出身
- 早稲田大学文学士[3]
- （米国）コロンビア大学教育大学院修了,Master of Arts(M.A)[4],Master of Education(M.Ed)[5]
- 京都コンピュータ学院・京都自動車専門学校・京都情報大学院大学統括理事長[6]
- 学校法人京都情報学園理事長[7][2]
- 京都情報大学院大学教授[2]
- 一般社団法人京都府情報産業協会会長[8]
- 一般社団法人全国地域情報産業団体連合会(ANIA)会長[9]
- 一般社団法人日本IT団体連盟創立者
- 一般社団法人日本IT団体連盟代表理事筆頭副会長[3]
- 一般社団法人情報処理学会理事[10]
- 一般社団法人日本オープンオンライン教育推進協議会(JMOOC)理事[11]
- 特定非営利活動法人 ITコーディネータ協会 副会長[12],運営企画会議 委員
- 独立行政法人情報処理推進機構 人材育成審議委員会 委員,情報セキュリティ標語・ポスター・4コマ漫画コンクール審査委員会 委員[13]
- 独立行政法人 高齢・障害・求職者雇用支援機構 高度職業能力開発促進センター運営協議会 委員
- 一般社団法人日本応用情報学会(NAIS)顧問理事[14]
- （中国）天津科技大学客員教授[15]
- 韓国国土海洋部傘下公企業 済州国際自由都市開発センター 政策諮問委員[16]
- タイ王国教育省次官賞(2回)[17]
- ガーナ共和国文部大臣賞[18]
- 米国ニューヨーク州教育行政官有資格[10]
- （韓国）国立済州大学名誉博士[3][19]

専門は教育行政・大学経営，テクノロジー援用教育

## 主要な研究論文
- 長谷川 亘「文化の概念」,京都コンピュータ学院アキューム編集部,アキュームvol.1,pp.120-125,1989. ISSN 18829392
- W.Hasegawa, "Computer Education as Literacy, 39th Annual Meeting of the Comparative and International Education Society, at Boston", MA 1995.[20]
- W.Hasegawa, "Internet Impact on Educational Institutions", Columbia University Web,1997.[21]
- W.Hasegawa, "Enlightened Leadership and It's Limit: A Case Study",コロンビア大学修士論文(M.A.),1998.[22]
- W.Hasegawa, "Policy Analysis of RIT and KCG joint program",コロンビア大学修士論文No.2(M.A.),1998.[23]
- 長谷川 亘「日本の私学と『専門学校』の概念」,京都コンピュータ学院アキューム編集部,アキュームvol.9,pp.38-41,1998. ISSN 18829392
- W.Hasegawa, "Japan's System of Post-Secondary Education",コロンビア大学教育修士論文(M.Ed.),1999.[24]
- W.Hasegawa, "New York School Finance Reform",コロンビア大学教育修士論文No.2(M.Ed.),1999.[25]
- 長谷川 亘「『大学編入』のインパクト」,メヂカルフレンド社,看護展望vol.24No.5,pp.48-52,1999　doi:10.11501/3469474
- 長谷川 亘「大学制度の問題と真の教育」,第13回日本看護学校協議会学会集録,pp.22-23,2001[26]
- 長谷川亘「大学崩壊の時代」,京都コンピュータ学院アキューム編集部,アキュームvol.11,pp.28-31,2002. ISSN 18829392
- 長谷川 亘「日本最初のIT専門職大学院の設置と今後の課題」,私学経営№359,pp.26-42,2005.[27]
- 長谷川 亘「専門職業人教育の制度的由来について」,京都コンピュータ学院アキューム編集部,アキュームvol.14,pp.108-113,2005.ISSN 18829392
- 長谷川 亘,髙橋 良子「分社経営による小規模大学の連合化モデル～ネットワークマルチバーシティ～」,私学経営研究会,私学経営No.420,pp.26-37,2010. NAID 40016982365
- 長谷川 亘,太田 賢,奥泉 洋子,小寺 敦子,髙橋 良子,長谷川 晶「小規模大学の将来像の一形態;ネットワークマルチバーシティ」,NAIS Journal.vol.5,pp.3-10,2010.[28]
- 長谷川 亘「高等教育と職業人教育―『大学の質の保証』に関連して―」,京都コンピュータ学院アキューム編集部,アキュームvol.21,pp.68-82,2013. ISSN 18829392
- 長谷川 亘「京都モデル,[.kyoto]―大学としてのトップレベルドメインレジストリによる,クリーンなインターネット空間の確立―」,NAIS Journal Vol9,pp.3-11,2014[29]